# Podaxis pistillaris
Podaxis pistillaris är en svampart som först beskrevs av L., och fick sitt nu gällande namn av Elias Fries 1829. Podaxis pistillaris ingår i släktet Podaxis och familjen Agaricaceae.   Inga underarter finns listade i Catalogue of Life.

## Källor

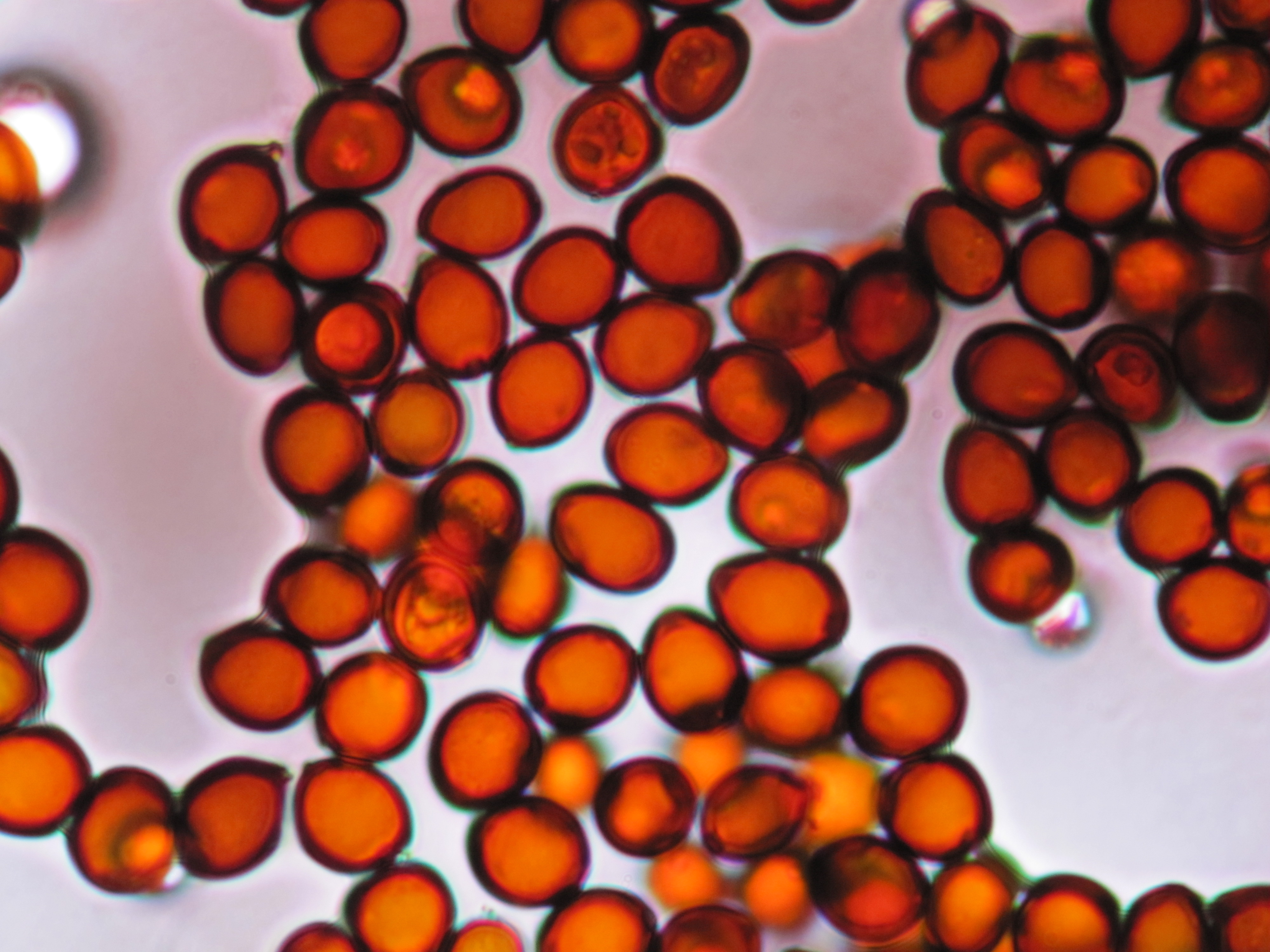